# Women's Sports Foundation
A Women's Sports Foundation é uma instituição educacional sem fins lucrativos fundada em 1974 pela ex-tenista Billie Jean King, que possui como lema principal "avançar a vida das meninas e mulheres através do esporte e da atividade física". Entre suas antigas membros, está a ex-ginasta Dominique Dawes